# Glenea montrouzieri
Glenea montrouzieri là một loài bọ cánh cứng trong họ Cerambycidae.